# D. E. Stevenson
Dorothy Emily Stevenson (Edimburgo, 18 de noviembre de 1892-Dumfriesshire, 30 de diciembre de 1973) fue una escritora británica, prolífica autora de novelas humorísticas y románticas que firmaba como D. E. Stevenson. 
Era hija de Dorothy Roberts y del ingeniero y diseñador de faros David Alan Stevenson, primo del novelista Robert Louis Stevenson. Nació en Edimburgo, en el seno de una afamada familia de diseñadores de faros. Fue educada en su propia casa, con una institutriz. Comenzó a escribir a los ocho años, en secreto, porque tanto sus padres como la institutriz reprobaban su afición a la literatura. Stevenson quiso matricularse en la universidad, pero su padre se lo impidió, pues no quería que ninguna mujer de la familia poseyera un título académico.
D. E. Stevenson se casó en 1916 con el capitán James Reid Peploe, perteneciente al Sexto Regimiento de Gurkhas.

## Personajes recurrentes
Algunas novelas de D. E. Stevenson recuperan personajes de otras obras de la autora. Por ejemplo, la señorita Buncle, protagonista de distintas novelas, aparece como personaje secundario en The Four Graces o en Spring Magic, y se la cita en Anna and her Daughters. El personaje de Celia, protagonista de Celia's House, reaparece en Listening Valley y se habla de ella en Anna and Her Daughters. Anna y el vicario Heath también salen en Charlotte Fairlie y Sarah Morris termina en Ryddelton en  Sarah's Cottage, donde hace amistad con Debbie (personaje que apareció por vez primera en Celia's House) y conoce a Tonia (Listening Valley) y a Charlotte Fairlie.
Existen muchas relaciones entre los libros protagonizados por Katherine, a través del abogado Sr. Sandford. El personaje de la señorita Martineau aparece en  House on the Cliff y en The Blue Sapphire. También en los libros de Katherine se cita a McAslam, quien apareció por primera vez en Smouldering Fire. La última de las obras publicadas por Stevenson fue The House of the Deer (1970), una reelaboración de las entregas que había publicado en The Glasgow Bulletin en 1936). En esta novela recupera a la familia MacAslan, en su segunda generación, componiendo una secuela de Gerald and Elizabeth.
Gerald and Elizabeth giran en torno a Drumburly y recuperan el personaje de Freda, que había aparecido en Five Windows. Jock (de la trilogía Music in the Hills) también está relacionado con Freda y el personaje de Bel Lamington enlaza todos estos libros. La amiga de Bel, Margaret, va a Musgrave y sirve de puente entre las novelas The Musgraves y The Tall Stranger, secuela de Five Windows (Stevenson comete un error en esta última obra, al escribir el apellido Kirke como Kirk: David Kirke apareció en The Tall Stranger). The Musgraves tiene un tenue vínculo con Ryddelton a través de Mulberry Coach, un cuento escrito por una de las hijas de Anna.

## Obras
Se indica el año de la primera edición y, entre paréntesis, el de títulos alternativos que tuvo en sucesivas reediciones.
- Peter West, 1923
- Mrs Tim of the Regiment, 1932
- Golden Days, 1934
- Miss Buncle's Book, 1934
- Divorced From Reality, 1935 (Miss Dean's Dilemma; The Young Clementina)
- Smouldering Fire, 1935
- Miss Buncle Married, 1936
- The Empty World, 1936 (A World in Spell)
- The Story of Rosabelle Shaw, 1937
- Miss Bun the Bakers Daughter, 1938 (The Baker's Daughter)
- Green Money, 1939
- Rochester's Wife, 1940
- The English Air, 1940
- Mrs Tim Carries On, 1941
- Spring Magic, 1942
- Crooked Adam 1942
- Celia's House, 1943
- The Two Mrs. Abbotts, 1943
- Listening Valley, 1944
- The Four Graces, 1946
- Mrs. Tim Gets a Job, 1947
- Kate Hardy, 1947
- Young Mrs. Savage, 1948
- Vittoria Cottage, 1949
- Music in The Hills, 1950
- Winter and Rough Weather, 1951 (Shoulder the Sky)
- Mrs. Tim Flies Home, 1952
- Five Windows, 1953
- Charlotte Fairlie, 1954 (Blow the Wind Southerly; The Enchanted Isle)
- Amberwell, 1955
- Summerhills, 1956
- The Tall Stranger, 1957
- Anna and her Daughters, 1958
- Still Glides the Stream, 1959
- The Musgraves, 1960
- Bel Lamington, 1961
- Fletcher's End, 1962
- The Blue Sapphire, 1963
- Katherine Wentworth, 1964
- Katherine's Marriage, 1965 (The Marriage of Katherine)
- The House on the Cliff, 1966
- Sarah Morris Remembers 1967
- Sarah's Cottage, 1968
- Gerald and Elizabeth, 1969
- The House of the Deer, 1970

## Traducciones al español
- El libro de la señorita Buncle (Miss Buncle's Book). Traducción: Concha Cardeñoso Sáenz de Miera. Alba Editorial, 2012.[3]
- El matrimonio de la señorita Buncle (Miss Buncle Married). Traducción: Concha Cardeñoso Sáenz de Miera. Alba Editorial, 2013.
- Las dos señoras Abbott (The Two Mrs. Abbotts). Traducción: Concha Cardeñoso Sáenz de Miera. Alba Editorial, 2014.
- Las cuatro Gracias (The four Graces). Traducción: Concha Cardeñoso Sáenz de Miera. Alba Editorial, 2015.
- Villa Vitoria (Vittoria Cottage). Traducción: Concha Cardeñoso Sáenz de Miera. Alba Editorial, 2016.
- Amberwell (Amberwell) Traducción: Concha Cardeñoso Sáenz de Miera. Alba Editorial, 2024.[4]